# Aeroportul Whiteman
Aeroportul Whiteman (IATA: WHP, ICAO: KWHP, FAA LID: WHP) este un aeroport din California, Statele Unite ale Americii.
Situat la o altitudine de 306 m, aeroportul dispune de 1 pistă.

## Infrastructură

### Piste
Aeroportul dispune de o singură pistă. Pista 12/30 are suprafața de asfalt și dimensiunile 4.120 picioare × 75 picioare. 